# Roderick Reid
Roderick Reid (Jamaica, 10 de enero de 1970) es un exfutbolista de Jamaica que jugaba en las posiciones de centrocampista y delantero.

## Carrera

### Club
| Periodo   | Club                 |
| --------- | -------------------- |
| 1990-1993 | Tiffin Dragons       |
| 1994-1995 | Basovak Spanish Town |
| 1996-2001 | Kingston Lions       |

### Selección nacional
A nivel de selecciones menores jugó para la selección sub-23 en seis ocasiones en 1991. Jugó para Jamaica en 37 ocasiones de 1990 a 1996 y anotó ocho goles; anotó el primer gol de Jamaica en la historia en Copa Oro de la Concacaf, donde participó en dos ediciones, siendo semifinalista en 1993.

## Logros
- Salón de la Fama de los Tiffin Dragons en 2004.[2]